# Беломорск (станция)
Беломо́рск — железнодорожная станция в городе Беломорск (Беломорский район, Республика Карелия).

## Общие сведения
Станция была открыта в 1916 году во время строительства Мурманской железной дороги. Здание вокзала построено по проекту архитектора Р. М. Габе.Крупнейшая станция на участке Мурманск - Волховстрой 1 и  крупнейная станция Карелии. 
Первоначально станция называлась Сорокская бухта, Сорока, затем приказом по Мурманской железной дороге в апреле 1921 года станция Сорока (как и станция Сорока-пристань) получила имя Сорокская, а в 1965 году получила современное название.
В 1926 году здание вокзала сгорело до основания.
После того как в 1941 году было завершено строительство железнодорожной ветки до станции Обозерская, Беломорск стал узловой станцией. Железнодорожная ветка Беломорск-Обозёрская сыграла исключительно важную роль во время советско-финской войны (1941—1944). По ней осуществлялось снабжение войск Карельского фронта, так как основная линия Мурманской железной дороги от станции Свирь до станции Масельгская была перерезана противником. По ней же осуществлялись поставки по ленд-лизу из Мурманского порта.
В 1989 году на станцию пришла электрификация, позже продлённая до Сумского Посада (1994) и посёлка Идель (1997).

## Пассажирские перевозки
Поезда дальнего следования 
Все поезда, проходящие через Беломорск, идут из Мурманска по направлениям: Москва, Санкт-Петербург, Минск, Адлер, Новороссийск, Симферополь, Вологда (по восточной ветке).
| Круглогодичное обращение поездов | Круглогодичное обращение поездов | Круглогодичное обращение поездов | Круглогодичное обращение поездов |
| № поезда                         | Маршрут движения                 | № поезда                         | Маршрут движения                 |
| -------------------------------- | -------------------------------- | -------------------------------- | -------------------------------- |
| 15 «Арктика»                     | Мурманск — Москва                | 16 «Арктика»                     | Москва — Мурманск                |
| 21                               | Мурманск — Санкт-Петербург       | 22                               | Санкт-Петербург — Мурманск       |
| 65                               | Мурманск — Минск                 | 66                               | Минск — Мурманск                 |
| 91                               | Мурманск — Москва                | 92                               | Москва — Мурманск                |
| 373                              | Мурманск — Вологда               | 374                              | Вологда — Мурманск               |

| Сезонное обращение поездов | Сезонное обращение поездов | Сезонное обращение поездов | Сезонное обращение поездов |
| № поезда                   | Маршрут движения           | № поезда                   | Маршрут движения           |
| -------------------------- | -------------------------- | -------------------------- | -------------------------- |
| 225                        | Мурманск — Адлер           | 226                        | Адлер — Мурманск           |
| 241                        | Мурманск — Москва          | 242                        | Москва — Мурманск          |
| 285                        | Мурманск — Новороссийск    | 286                        | Новороссийск — Мурманск    |
| 293                        | Мурманск — Анапа           | 294                        | Анапа — Мурманск           |

Пригородные поезда 
Пригородные поезда ходят по направлениям: Кемь — Беломорск — Маленга (по восточной ветке) и, в летнее время, Кемь — Беломорск — Медвежьегорск.

## Грузовые перевозки
Беломорск — крупнейшая сортировочная станция в Республике Карелия. В среднем, на станции перерабатывается 1000 вагонов в сутки.

## Фото

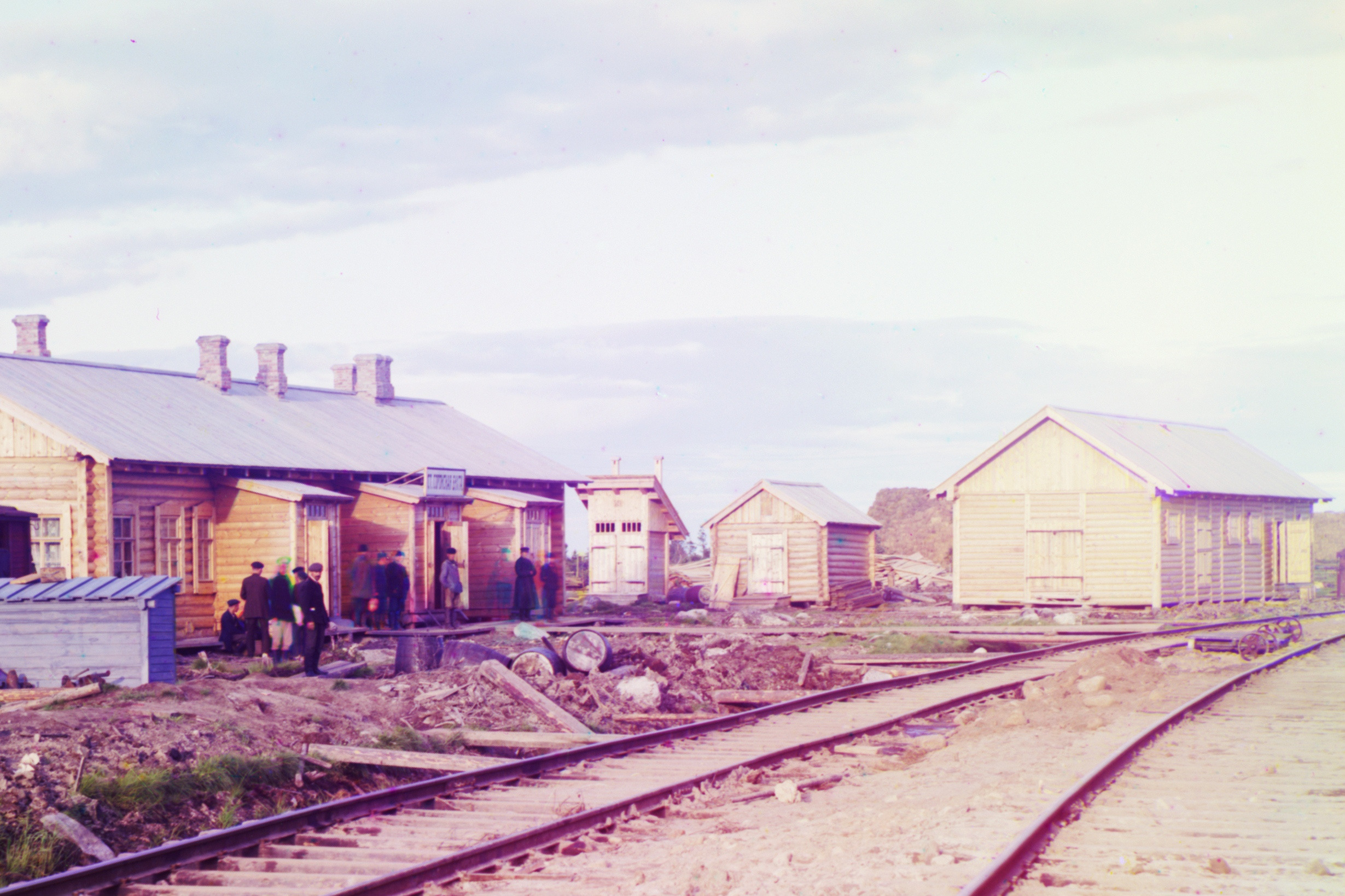
Станция Сорокская бухта (1910-е)

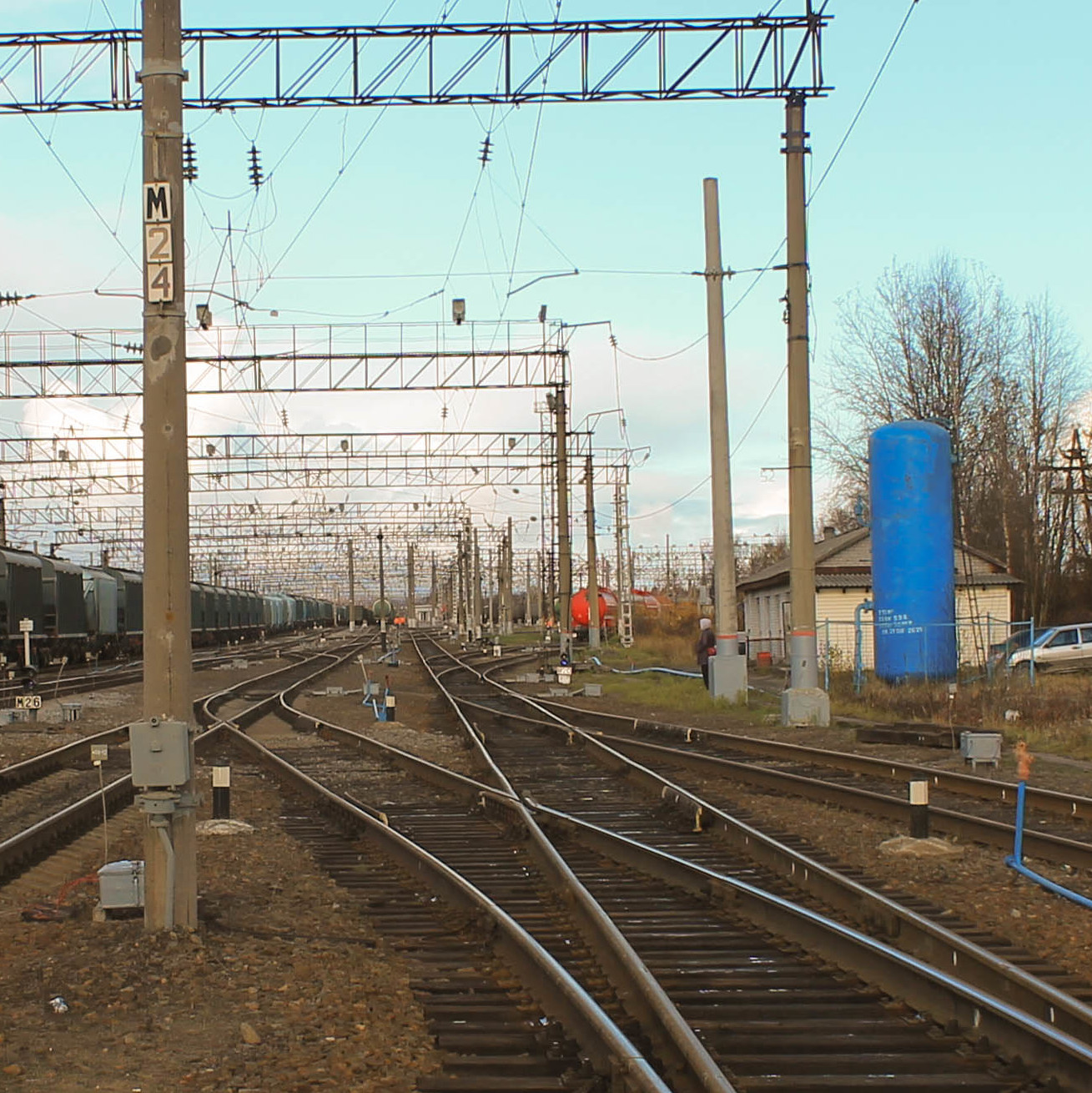
Пути на станции Беломорк (2020)